# Map of the Soul: 7 -The Journey-
Map of the Soul: 7 -The Journey- es el cuarto álbum de estudio en japonés del grupo surcoreano BTS, publicado el 14 de julio de 2020. Incluye versiones en japonés de algunas canciones de los discos Love Yourself: Answer, de 2018, de Map of the Soul: Persona, de 2019, y Map of the Soul: 7, así como tres canciones originales en japonés: «Stay Gold», «Lights» y «Your Eyes Tell».

## Lista de canciones
- Original

| N.º   | Título                                | Escritor(es)                                                                               | Productor  | Duración |  |
| 1.    | «INTRO: Calling»                      | UTA, Sunny Boy, Melanie Fontana, Michel Schulz, KM-MARKIT, JUN                             | UTA        | 1:24     |  |
| 2.    | «Stay Gold»                           | UTA, Sunny Boy, Fontana ,Schulz, JUN, KM-MARKIT                                            | UTA        | 4:04     |  |
| 3.    | «Boy With Luv» (Versión en japonés)   | Pdogg, RM, Schulz, Fontana, "hitman" bang, Suga, Emily Weisband, J-Hope                    | Pdogg      | 3:51     |  |
| 4.    | «Make It Right» (Versión en japonés)  | Fred Gibson, Ed Sheeran, Benjy Gibson, Jo Hill, RM, Suga, J-Hope                           | FRED       | 3:42     |  |
| 5.    | «Dionysus» (Versión en japonés)       | Pdogg, J-Hope, Supreme Boi, RM, Suga, Roman Campolo                                        | Pdogg      | 4:08     |  |
| 6.    | «Idol» (Versión en japonés)           | Pdogg, Supreme Boi, "hitman" bang, Ali Tamposi, Campolo, RM                                | Pdogg      | 3:43     |  |
| 7.    | «Airplane Pt. 2» (Versión en japonés) | Pdogg, RM, Tamposi, Liza Owen, Campolo, "hitman" bang, Suga, J-Hope                        | Pdogg      | 3:41     |  |
| 8.    | «Fake Love» (Versión en japonés)      | Pdogg, "hitman" bang, RM                                                                   | Pdogg      | 4:05     |  |
| 9.    | «Black Swan» (Versión en japonés)     | Pdogg, RM, August Rigo, Vince Nantes, Clyde Kelly                                          | Pdogg      | 3:18     |  |
| 10.   | «On» (Versión en japonés)             | Pdogg, RM, Rigo, Fontana, Schulz, Suga, J-Hope, Antonina Armato, Krysta Youngs, Julia Ross | Pdogg      | 4:06     |  |
| 11.   | «Lights»                              | UTA                                                                                        | UTA        | 4:53     |  |
| 12.   | «Your Eyes Tell»                      | Gustav Mared, Jungkook, UTA, JUN                                                           | Mared, UTA | 4:05     |  |
| 13.   | «Outro: The Journey»                  | UTA, Gustav Mared, Jungkook, JUN                                                           | UTA        | 1:16     |  |
| 46:16 |                                       |                                                                                            |            |          |  |

| Edición limitada A y B Blu-ray + DVD |                                              |          |  |
| N.º                                  | Título                                       | Duración |  |
| 1.                                   | «Stay Gold» (Videoclip)                      |          |  |
| 2.                                   | «On» (Japanese Ver. -Videoclip-)             |          |  |
| 3.                                   | «Black Swan» (Japanese Ver. -Videoclip-)     |          |  |
| 4.                                   | «Lights» (Videoclip)                         |          |  |
| 5.                                   | «Idol» (Japanese Ver. -Videoclip-)           |          |  |
| 6.                                   | «Airplane Pt. 2» (Japanese Ver. -Videoclip-) |          |  |
| 7.                                   | «Fake Love» (Japanese Ver. -Videoclip-)      |          |  |
| 8.                                   | «Stay Gold» (Making of Music Video)          |          |  |
| 9.                                   | «Making of Jacket Photos»                    |          |  |